# Hunters Hill, New South Wales

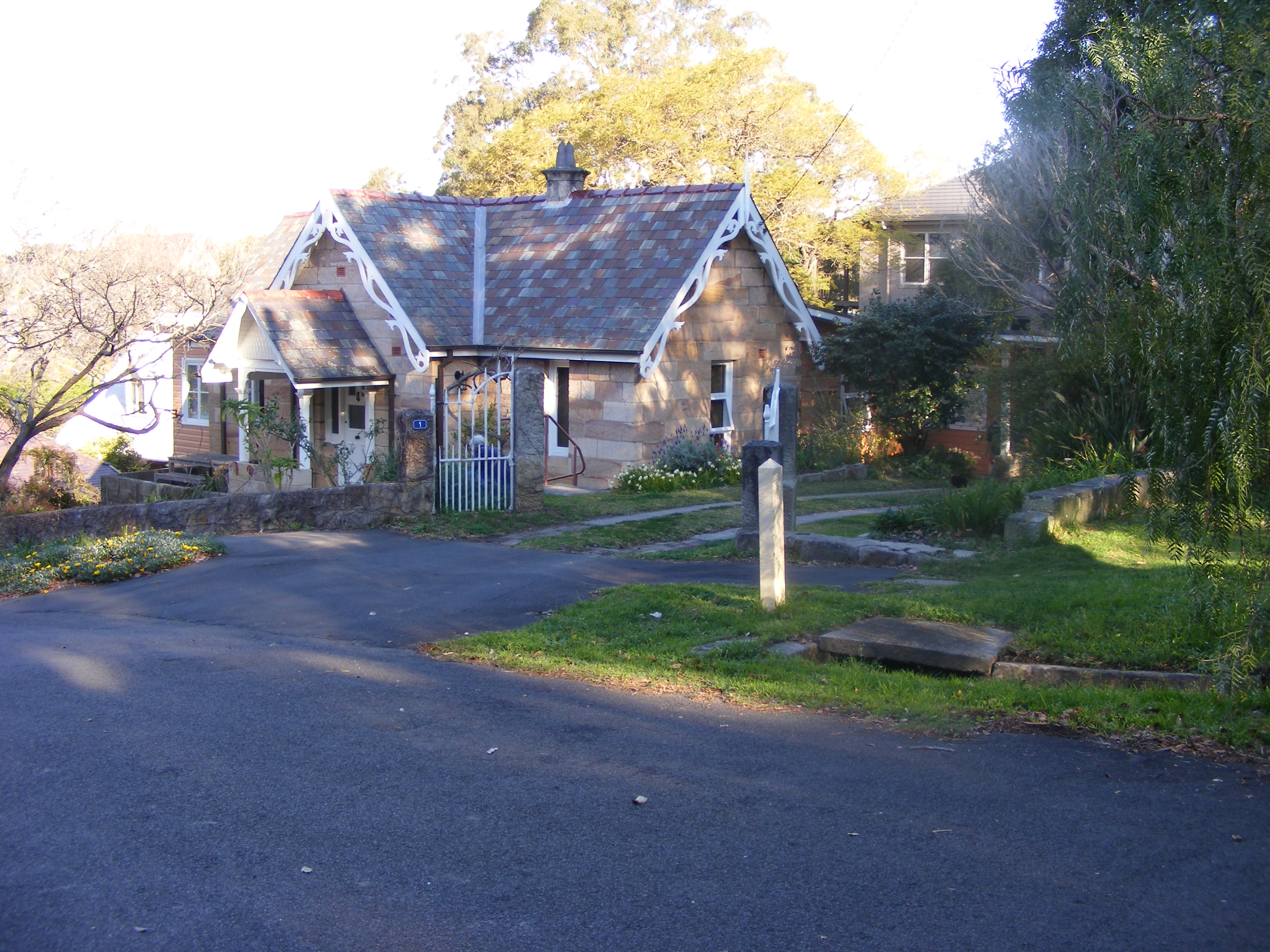
Hunters Hill, Sydney

Hunters Hill este o suburbie în Sydney, Australia.

## Vezi și

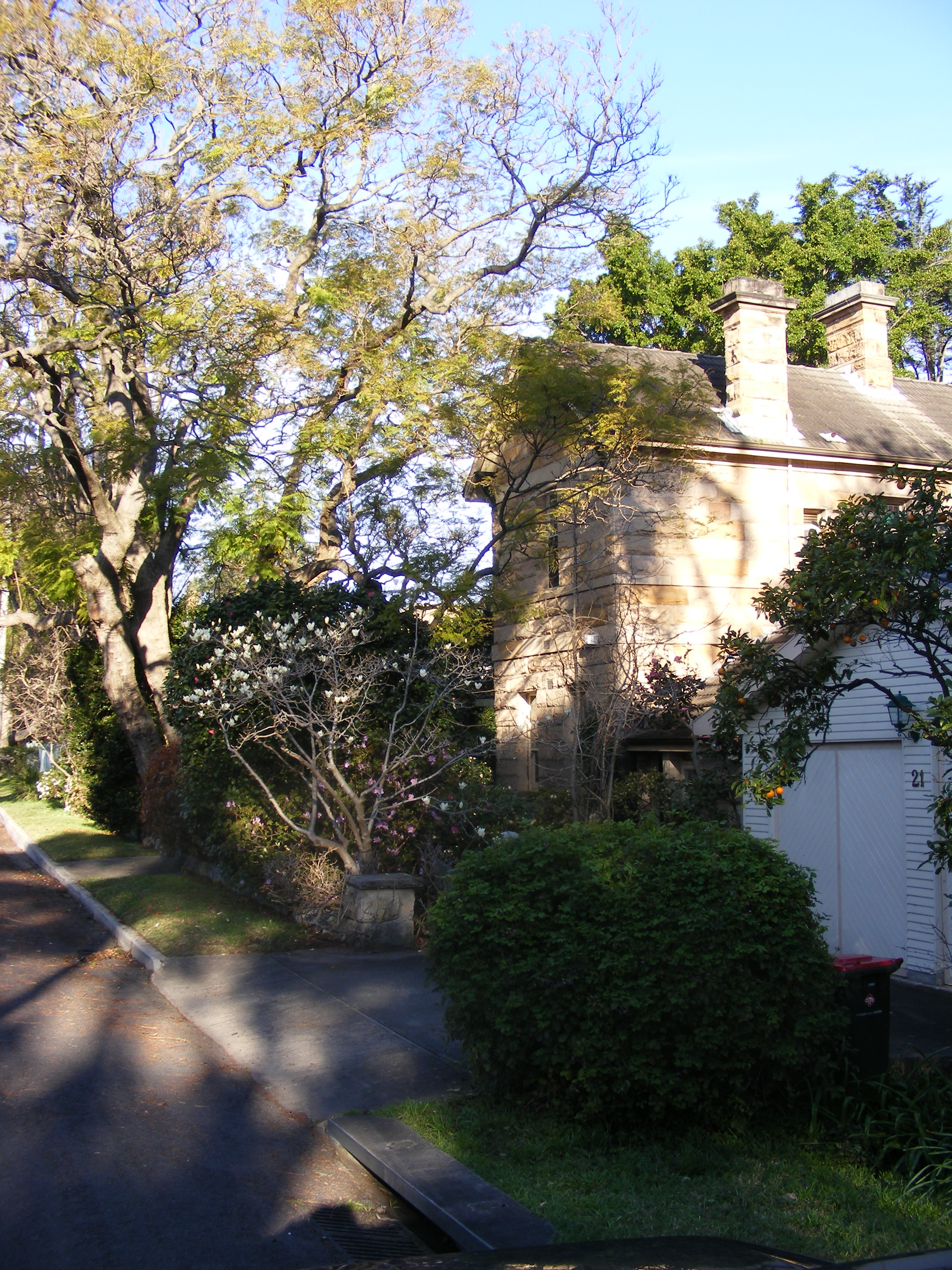

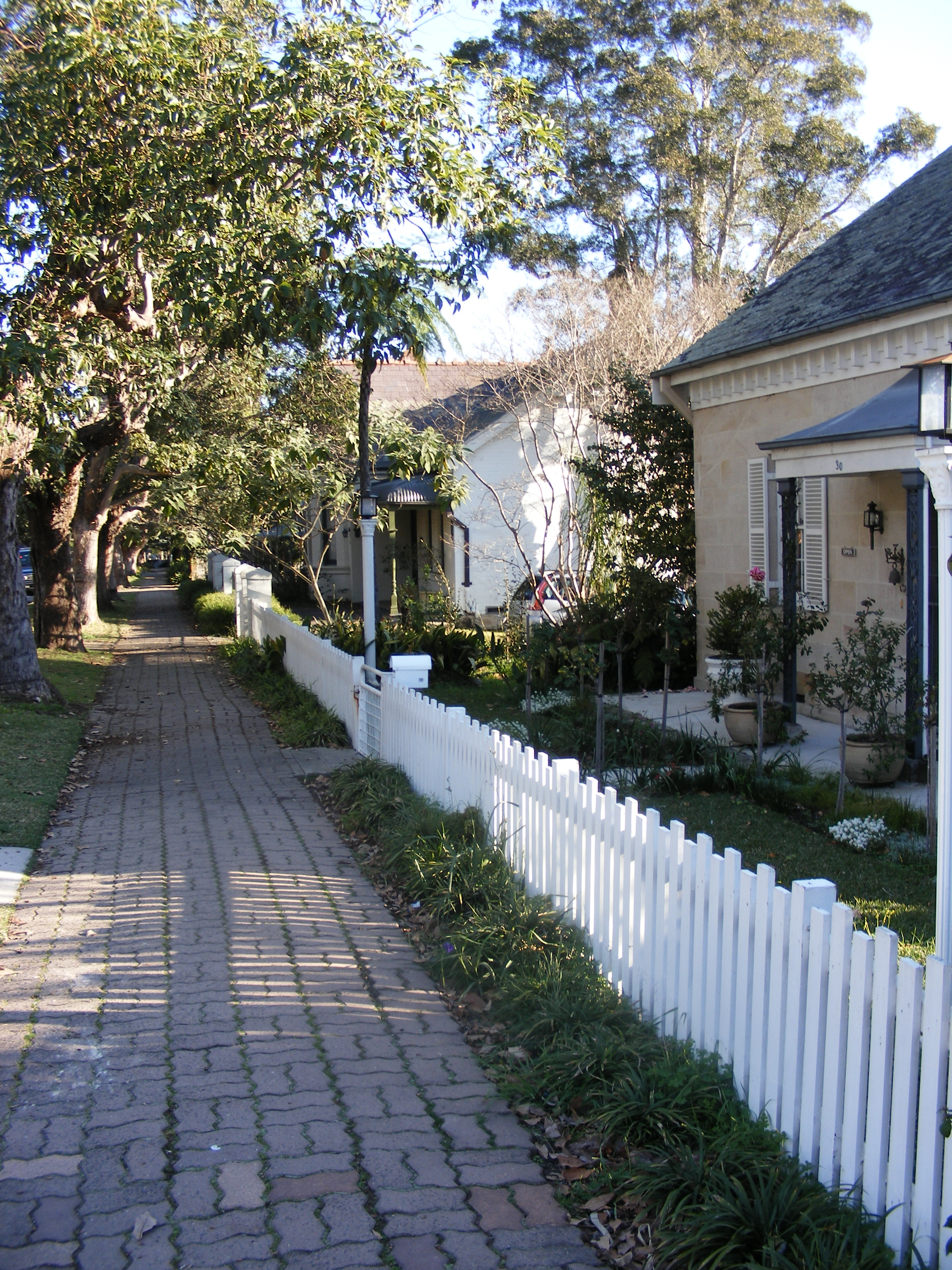